# 人形の夢と目覚め

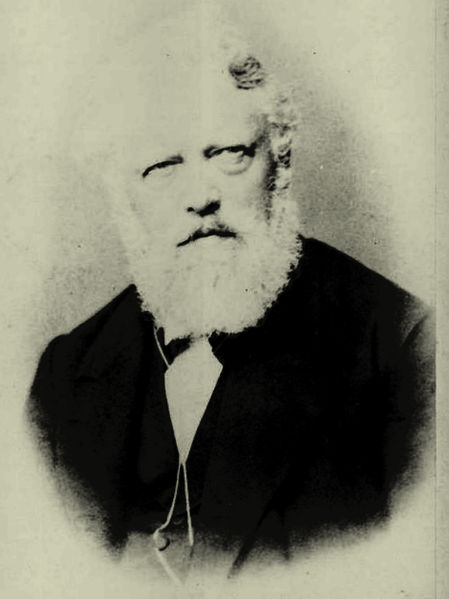
テオドール・エステン

『人形の夢と目覚め』（にんぎょうのゆめとめざめ、独: Püppchens Träumen und Erwachen、英: Dolly's Dreaming and Awakening）作品202-4は、テオドール・エステン（セオドア・オースティン）が作曲したピアノ小品であり、1862年に発表された全6曲からなる小品集『子供の情景』（独: Kinderscenen）の第4曲。『お人形の夢と目覚め』と表記される場合もあり、主にピアノ初級者のための作品として知られている。

## 曲の解説
演奏時間は約3分。曲は全部で3つのパートからなり、全てハ長調で書かれている。特に日本では下記の理由により、第2部の「人形の夢」のメロディが非常に有名となっている。
1. 子守歌 (Cradle Song) - 人形の眠り (Dolly sleeps)
4分の3拍子、アンダンテ・コン・モート。
2. 人形の夢 (Dolly's Dream) - 人形の目覚め (Dolly Awakes)
お使いのブラウザーでは、音声再生がサポートされていません。音声ファイルをダウンロードをお試しください。
4分の4拍子、モデラート。
3. 人形の踊り (Dolly Dances)
4分の2拍子、アレグレット・モデラート。

## エピソード
第2部の「人形の夢」（前項の譜例）は、日本においてノーリツ製給湯器の湯はりの完了を知らせるメロディに採用されていることで知られる。
また、上記の給湯器のイメージから、二次元キャラクタープロジェクトである「超人的シェアハウスストーリー『カリスマ』」が2025年6月11日にリリースした楽曲『カリスマ温泉郷』（歌：七人のカリスマ）の曲中で、本作の第2部が引用されている。